# يوسف بن جنيد التوقاتي
يوسف بن جنيد التوقاتي الرومي، المعروف «أخي جلبي» فقيه حنفي. من أهل توقاد ببلاد الترك، تولى التدريس بعدد من مدارس قسطنطينية، توفي عام 902 هـ، وقيل: 905 هـ رحمه الله.
يخطئ البعض ويخلط بينه وبين أخي زاده؛ وأخي زاده أيضًا فقيه حنفي كان في الدولة العثمانية توفي عام 1013 هـ.

## مؤلفاته

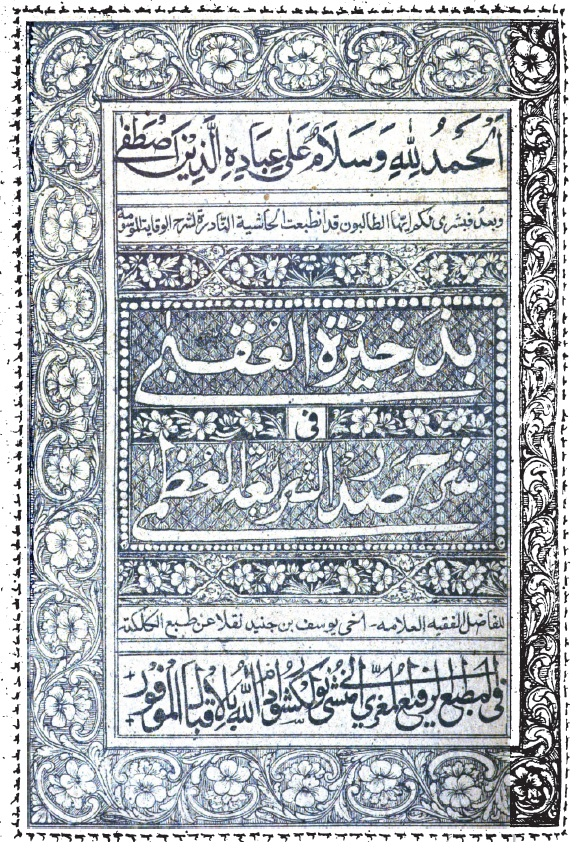
غلاف مخطوطة ذخيرة العقبى في شرح صدر الشريعة العظمى

- ذخيرة العقبي حاشية على شرح الوقاية لصدر الشريعة مخطوط .
- هدية المهتدين في المسائل الفقهية والتوحيدية - مخطوط.
- مختصر فتاوى قاضي خان.